# Transfair (Personalverband)
Transfair (Eigenschreibweise transfair) ist ein Schweizer Personalverband für den Service public und vertritt rund 13'000 Arbeitnehmer aus den Branchen Post/Logistik, Communication, öffentliche Verwaltung und öffentlicher Verkehr. Präsidentin ist derzeit (Dezember 2022) Greta Gysin.

## Geschichte
Der Verein ist im Jahr 2000 aus dem Zusammenschluss des Schweizerischen Verbandes des Christlichen PTT-Personals (ChPTT), der Gewerkschaft Verkehr-Militär-Zoll (GCV) sowie dem Verband des christlichen Bundespersonals (VCB) hervorgegangen.

## Aufbau/Struktur
Der Verein wird basisdemokratisch geführt. Die leitenden Organe sind der Vorstand und die Geschäftsleitung. Der Verein verfügt über vier Regionalsekretariate an den Standorten Bern, Lausanne, Zürich und Lugano/Lamone. Das Zentralsekretariat befindet sich in Bern. Der Verein ist Mitglied von Travail.Suisse, der schweizerischen Arbeitnehmer-Dachorganisation.
Mitgliederzeitschrift ist das magazin. 
Der Verein besteht aus den folgenden Bereichen:
- Branchen
- Sektionen/Regionen
- Sekretariate
- Kommissionen (Gleichberechtigung, Jugend, Pensionierte)

## Dienstleistungen
Zur Vereinsarbeit gehört die Interessenvertretung, Beratung und Betreuung, Aus-, Fort- und Weiterbildung, Information und Öffentlichkeitsarbeit, soziale Gemeinschaft.